# 9956 Castellaz
9956 Castellaz este un asteroid din centura principală de asteroizi.

## Descriere
9956 Castellaz este un asteroid din centura principală de asteroizi. A fost descoperit pe 5 octombrie 1991 la Tautenburg de Lutz Dieter Schmadel și Freimut Börngen. Asteroidul prezintă o orbită caracterizată de o semiaxă mare de 2,21 ua, o excentricitate de 0,14 și o înclinație de 5,8° în raport cu ecliptica.